# Tasiusaq (Kujalleq)
 For alternative betydninger, se Tasiusaq. (Se også artikler, som begynder med Tasiusaq)
Tasiusaq er en bygd beliggende i Sydgrønland i Kujalleq Kommune, nær Tasermiutfjord. Bygden har 79 indbyggere (pr. 2005).

## Socialvæsen
Bygdens børn undervises i "skolen" kaldet Malakip atuarfia, der i skoleåret 2005/06 havde 14 elever. Skolens lejrskole ligger i Nuugaarsuk i Tasermiutfjorden. 
Pr. skoleåret 2006/07 var dette den eneste skolen i kommunen som ikke havde en uddannet lærer.

## Links
- Information med billede af skolen Arkiveret 28. august 2007 hos  Wayback Machine